# Relais 4 × 400 mètres féminin aux championnats du monde d'athlétisme 2007
Navigation
Helsinki 2005 Berlin 2009
L'épreuve du relais 4 × 400 mètres féminin des championnats du monde d'athlétisme 2007 s'est déroulée les 1er et 2 septembre 2007 dans le stade Nagai d'Osaka au Japon. Elle est remportée par l'équipe des États-Unis.
15 équipes étaient inscrites.

## Records
| Record du monde            | 3 min 15 s 17 | Ledovskaya - Nazarova - Kulchunova - Bryzgina        | Union soviétique | 1er octobre 1988  | Séoul     |
| Record des championnats    | 3 min 16 s 71 | Torrence - Malone - Kaiser - Miles Clark             | États-Unis       | 22 août 1993      | Stuttgart |
| Meilleure performance 2007 | 3 min 23 s 67 | Yushchanka - Khliustava - S. Usovich - I. Usovich    | Biélorussie      | 24 juin 2007      | Munich    |
| Record d'Afrique           | 3 min 21 s 04 | Afolabi - Yusuf - Opara - Ogunkoya                   | Nigeria          | 3 août 1996       | Atlanta   |
| Record d'Asie              | 3 min 24 s 28 | Xiaohong - Xiaoyun - Chunying - Yuqin                | Chine            | 13 septembre 1993 | Pékin     |
| Record d'Amérique du Nord  | 3 min 15 s 51 | Howard-Hill - Dixon - Brisco-Hooks - Griffith Joyner | États-Unis       | 1er octobre 1988  | Séoul     |
| Record d'Amérique du Sud   | 3 min 26 s 82 | Almirão - Coutinho - Tito - Teodoro                  | Brésil           | 13 août 2005      | Helsinki  |
| Record d'Europe            | 3 min 15 s 17 | Ledovskaya - Nazarova - Kulchunova - Bryzgina        | Union soviétique | 1er octobre 1988  | Séoul     |
| Record d'Océanie           | 3 min 23 s 81 | Peris - Lewis - Gainsford-Taylor - Freeman           | Australie        | 30 septembre 2000 | Sydney    |

## Médaillées
| Or                                         | Argent                                      | Bronze                                       |
| États-Unis Trotter-Felix-Wineberg-Richards | Jamaïque Williams-Lloyd-Prendagast-Williams | Royaume-Uni Ohuruogu-Okoro-McConnell-Sanders |

## Résultats

### Finale (2 septembre)
| Rang | Pays        | Athlète                                                                | Distance           |
| ---- | ----------- | ---------------------------------------------------------------------- | ------------------ |
| 1    | États-Unis  | DeeDee Trotter Allyson Felix Mary Wineberg Sanya Richards              | 3 min 18 s 55 (WL) |
| 2    | Jamaïque    | Shericka Williams Shereefa Lloyd Davita Prendagast Novlene Williams    | 3 min 19 s 73      |
| 3    | Royaume-Uni | Christine Ohuruogu Marilyn Okoro Lee McConnell Nicola Sanders          | 3 min 20 s 04 (RN) |
| 4    | Russie      | Lyudmila Litvinova Natalya Nazarova Tatyana Veshkurova Natalya Antyukh | 3 min 20 s 25 (SB) |
| 5    | Biélorussie | Yulyana Yushchanka Iryna Khliustava Ilona Usovich Sviatlana Usovich    | 3 min 21 s 88 (RN) |
| 6    | Pologne     | Zuzanna Radecka Grazyna Prokopek Ewelina Setowska-Drick Anna Jesien    | 3 min 26 s 49      |
| 7    | Cuba        | Aymeé Martínez Daimí Pernía Zulia Calatayud Indira Terrero             | 3 min 27 s 05      |
| 8    | Mexique     | Zudikey Rodriguez Gabriela Medina Nallely Vela Ana Guevara             | 3 min 29 s 14      |

### Demi-finales (1erseptembre)
Les trois premières équipes de chaque demi-finale et celles avec les deux meilleurs temps se sont qualifiées pour la finale
| Rang | Pays        | Athlète                                                                       | Temps                |
| ---- | ----------- | ----------------------------------------------------------------------------- | -------------------- |
| 1    | Russie      | Yelena Migunova Natalya Nazarova Lyudmila Litvinova Tatyana Levina            | 3 min 23 s 49 Q (WL) |
| 2    | Biélorussie | Yulyana Yushchanka Iryna Khliustava Anna Kozak Sviatlana Usovich              | 3 min 25 s 14 Q      |
| 3    | Jamaïque    | Shericka Williams Anastasia Le-Roy Davita Prendagast Shereefa Lloyd           | 3 min 26 s 14 Q (SB) |
| 4    | Cuba        | Aymeé Martínez Daimí Pernía Zulia Calatayud Indira Terrero                    | 3 min 27 s 04 q (SB) |
| 5    | Nigeria     | Folashade Abugan Christy Ekpukhon Ihunaegbo Olouma Nwoke Sekinat Adesanya     | 3 min 27 s 97 (SB)   |
| 6    | Ukraine     | Nataliya Pyhyda Antonina Yefremova Olha Zavhorodnya Oksana Shcherbak          | 3 min 30 s 76        |
| 7    | Roumanie    | Taisia Crestincov Liliana Popescu Elena Mirela Lavric Ionela Târlea-Manolache | 3 min 35 s 69        |

| Rang | Pays        | Athlète                                                                | Temps                |
| ---- | ----------- | ---------------------------------------------------------------------- | -------------------- |
| 1    | États-Unis  | DeeDee Trotter Monique Hennagan Mary Wineberg Natasha Hastings         | 3 min 23 s 37 Q (WL) |
| 2    | Royaume-Uni | Lee McConnell Donna Fraser Marilyn Okoro Nicola Sanders                | 3 min 25 s 45 Q (SB) |
| 3    | Pologne     | Agnieszka Karpiesiuk Grazyna Prokopek Zuzanna Radecka Anna Jesien      | 3 min 26 s 45 Q      |
| 4    | Mexique     | Zudikey Rodriguez Gabriela Medina Nallely Vela Ana Guevara             | 3 min 27 s 14 q (RN) |
| 5    | France      | Thélia Sigère Marie-Angélique Lacordelle Phara Anacharsis Solen Désert | 3 min 29 s 87        |
| 6    | Japon       | Sayaka Aoki Asami Tanno Satomi Kubokura Mayu Kida                      | 3 min 30 s 17 (RN)   |
| 7    | Brésil      | Maria Laura Almirão Emily Pinheiro Sheila Ferreira Josiane Tito        | 3 min 34 s 34        |
|      | Inde        | Mandeep Kaur Manjeet Kaur Chitra Soman Iyleen Anthony                  | DSQ                  |